# Erkan Oğur

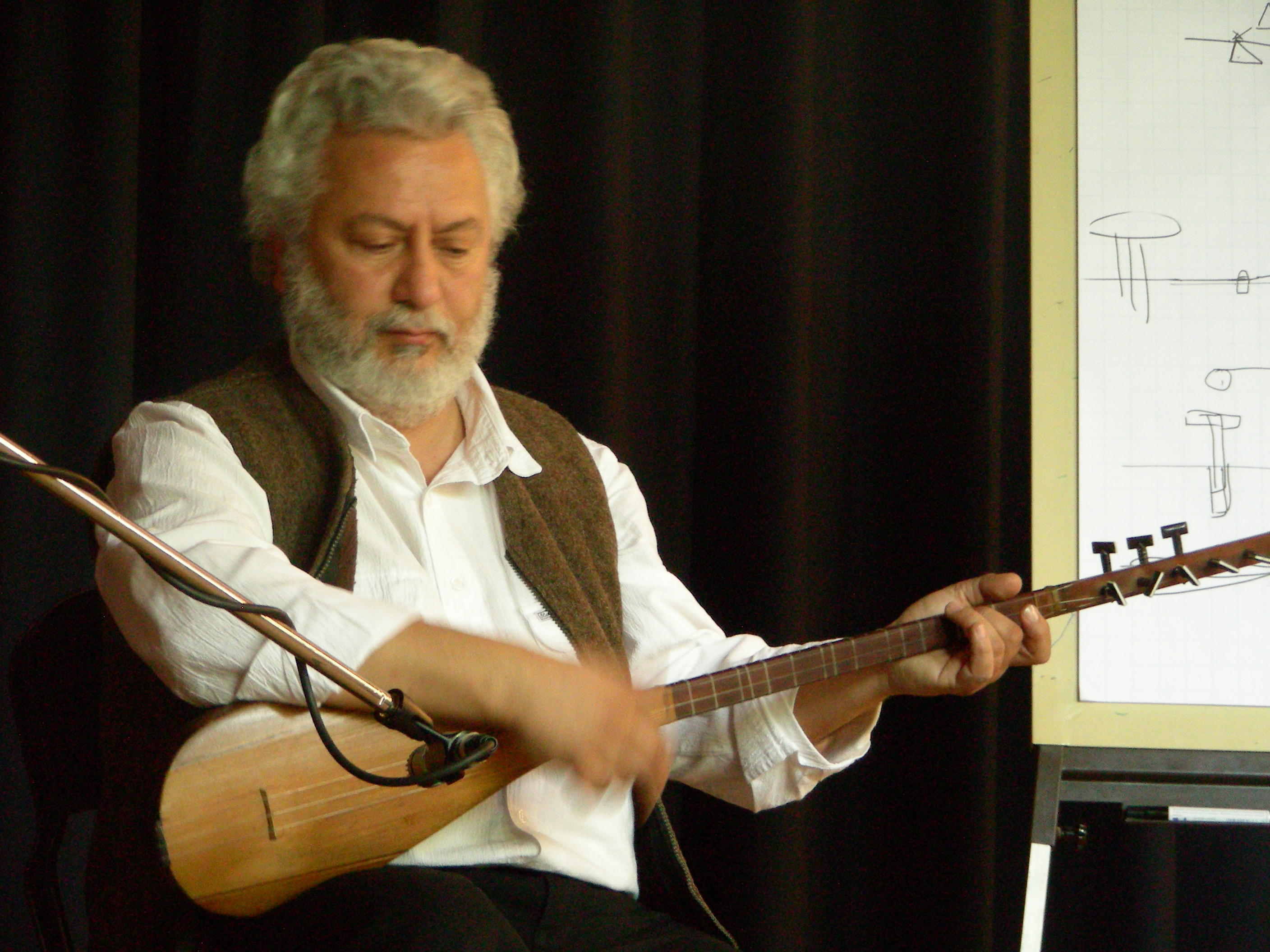
Erkan Oğur bei einem Workshop in Rotterdam (2007)

Erkan Oğur (* 17. April 1954 in Ankara) ist ein türkischer Musiker. Er gehört zu den Pionieren der bundlosen Gitarre und nutzt seit 1976 bundlose Konzertgitarren. Als Komponist beeinflusste er viele Musiker mit seiner Mischung aus türkischer Volksmusik, klassischer Musik und Jazz. Er spielt vor allem Kopuz und Bağlama.

## Leben
Erkan Oğur wurde 1954 in Ankara als Sohn des Arztes Mustafa Oğur und dessen Ehefrau Gülten geboren und wuchs im ostanatolischen Elazığ auf. Schon als Kind lernte er Violine und  Bağlama-Laute. Nach der Reifeprüfung studierte er von 1970 bis 1973 Physik an der Universität Ankara und ab 1974 drei Jahre lang technische Physik an der Ludwig-Maximilians-Universität München.
Schon ab 1973 begann Oğur auch mit dem Gitarrenspiel und entschied sich schließlich gegen eine Karriere als Physiker. Da er mit einer klassischen Konzertgitarre keine türkischen Melodien spielen konnte, erfand er 1976 die bundlose Gitarre analog zum Fretless Bass. Im Jahr 1980 kehrte er in die Türkei zurück und begann ein Musikstudium am Staatlichen Konservatorium der İstanbul Teknik Üniversitesi. Nach der Ableistung seines Wehrdienstes arbeitete er als Ud-Lehrer. Erste größere Auftritte hatte er mit Fikret Kızılok und Bülent Ortaçgil. Sein erstes Album erschien 1983 in Deutschland unter dem Titel Perdesiz Gitarda Arayışlar. Im Jahr 1989 ging er in die Vereinigten Staaten und spielte dort mit vielen Blues-Musikern, insbesondere aber mit Robert „One Man“ Johnson. Er brachte die bundlose Gitarre so auch in die Blues-Szene. Ein Jahr später veröffentlichte er mit Bir Ömürlük Misafir sein erstes Album in der Türkei, das es in den Charts bis auf den vierten Platz schaffte.
Mit dem Trio Telvin kombiniert er türkische Volksmusik mit Jazz-Klängen. Außerdem komponierte und spielte er einige Filmmusiken, darunter den Soundtrack für den Film Yazı Tura. Dafür gewann er beim Antalya Golden Orange Film Festival die „Golden Orange“ für die beste Filmmusik und in der gleichen Kategorie ein Jahr später auch den Preis des Ankara International Film Festivals.

## Diskographie

### Alben
- 1983: Perdesiz Gitarda Arayışlar
- 1993: Fretless, Feuer und Eis
- 1996: Bir Ömürlük Misafir, Balet Plak
- 1998: Gülün Kokusu Vardı (mit İsmail Hakkı Demircioğlu), Kalan Müzik
- 1999: Hiç ("Nothing") (mit Okan Murat Öztürk), Kalan Müzik
- 2000: Anadolu Beşik (mit İsmail Hakkı Demircioğlu), Kalan Müzik
- 2001: Fuad (mit Djivan Gasparyan)
- 2006: Telvin (mit dem Telvin Trio)
- 2007: The Istanbul Connection
- 2012: Dönmez Yol, Kalan Müzik
- 2014: Dokunmak (mit Derya Türkan, İlkin Deniz), M&MT Records

### Filmmusik
- 1989: Sis
- 1996: Eşkiya, BMG
- 2003: Yazı Tura, Kalan Müzik
- 2009: Mommo (Kız Kardeşim), Kalan Müzik